# Yih-shin Chan
Yih-shin Chan (20 april 1977) is een professionele golfer uit Taiwan.

## Amateur
Chan maakte als 14-jarige kennis met golf toen hij caddie werd. Nationaal heeft hij als amateur tien toernooien gewonnen. Internationaal lukte dat niet, maar zijn topprestatie was in 1998 een derde plaats bij het Wereldkampioenschap, waar hij met Sergio García speelde. 

## Professional
Chan werd in 2002 professional. Nationaal heeft hij als professional drie toernooien gewonnen. Hij speelt nu op de Aziatische PGA Tour. In 2009 won hij in Thailand het laatste toernooi van het seizoen, de King's Cup. Hij versloeg Simon Yates en Nick Redfern in de play-off.

## Gewonnen
- 2009: King's Cup, Thailand.